# Тенякова, Наталья Максимовна
Ната́лья Макси́мовна Теняко́ва (по паспорту — Ю́рская; 3 июля 1944, Ленинград, РСФСР, СССР — 18 июня 2025, Москва, Россия) — советская и российская актриса театра, кино, озвучивания и дубляжа. Народная артистка Российской Федерации (1994).

## Биография

### Ранние годы
Наталья Тенякова родилась в Ленинграде 3 июля 1944 года. Окончила Ленинградский государственный институт театра, музыки и кинематографии (ЛГИТМиК) (курс Бориса Зона). Её сокурсниками были Ольга Антонова, Лев Додин, Виктор Костецкий, Леонид Мозговой, Владимир Тыкке, другие мастера театра и кино.

### Карьера
После окончания института была принята в труппу Ленинградского театра имени Ленинского комсомола, где состоялся её дебют в роли Полли Пичем в «Трёхгрошовой опере» (1966). Также сыграла роль Оль-Оль в спектакле «Дни нашей жизни». В 1966 году началась карьера в кино, где в художественном фильме «Старшая сестра» начинающая актриса сыграла роль Лиды Рязаевой.
В 1967 году Наталья Тенякова стала актрисой Ленинградского Большого драматического театра (БДТ), где дебютировала в роли Клеи в спектакле «Лиса и виноград» и уже через несколько лет стала одной из ведущих актрис товстоноговской труппы. «Её не с кем сравнивать, — писала театральный критик, редактор журнала „Сцена“ Н. Каминская. — С ней сравнивать можно — шедшие за ней по возрасту актрисы БДТ вольно или невольно копировали эту особую, густую и мелодичную материю речи, этот жест, одновременно отточенный и размытый, изящный и угловатый. Копии, конечно же, безнадёжно проигрывали оригиналу».
Работая в БДТ, Наталья Тенякова вышла замуж за артиста того же театра Сергея Юрского. Когда в работу советского театра стала вмешиваться цензура, Юрский оказался под контролем властей. Очевидно, было оказано колоссальное давление на режиссёра театра и тот не мог помочь своему артисту.
Наталья была с мужем в это тяжёлое время. Когда его уволили из БДТ, она, ни минуты не раздумывая, отправилась менять фамилию в паспорте, тоже став Юрской. А затем положила и своё заявление об увольнении на стол руководства театра.
Юрские переехали в Москву. С 1979 года Наталья Тенякова работала в Театре имени Моссовета, где также стала одной из ведущих актрис. В её репертуаре были главные роли в спектаклях: «Если буду жив» (Софья Андреевна Толстая), «Тема с вариациями» (Любовь Сергеевна), «Версия» (Любовь Дмитриевна Блок), «Братья Карамазовы» (Грушенька), «Правда хорошо, а счастье лучше» (Поликсена), «Гедда Габлер» (Гедда Габлер), «Вдовий пароход» (Панька), «Печка на колесе» (Фрося), «Орнифль» (мадемуазель Сюпо).
В 1988 году по приглашению Олега Ефремова перешла в МХТ имени Чехова. В том же году сыграла Раневскую в «Вишнёвом саде». Другие роли: Мадлена Бежар («Кабала святош»), Ирина («Трагики и комедианты»), графиня Эрминия («Красивая жизнь»), Секлетея Семёновна («Блаженный остров»), Ракель («После репетиции»), Фёкла Ивановна («Женитьба»), Анча («Нули») и другие роли. В 2004 году сыграла Гурмыжскую в спектакле «Лес» Александра Островского в постановке Кирилла Серебренникова в МХТ им. А. П. Чехова. За эту роль в 2005 году Тенякова была удостоена премии Станиславского.
Была занята в спектаклях МХТ «Лес», «9 ряд. 10, 11 место», «Говорит Москва», «Офелия боится воды».
Наталья Тенякова сотрудничала и с другими театрами. В театре «Школа современной пьесы» играла в спектаклях «Стулья» Э. Ионеско в постановке С. Юрского (премия «Золотая маска» за роль Лавьей в 1995 году) и «Провокация» И. Вацетиса (Валентина Корнеевна) (постановка С. Юрского). В Театре им. Вахтангова играла Мадемуазель Жорж в спектакле «Фредерик, или Бульвар преступлений» Э.-Эм. Шмитта (постановка Н. Пинигина), а в театре «Модернъ» — Москалёву в «Дядюшкином сне» Ф. Достоевского (постановка Б. Щедрина). С 2013 года на сцене театра «Ермоловой» с Сергеем Юрским и Людмилой Дребнёвой играла несколько ролей в спектакле «Полёты с ангелом. Шагал» по мотивам пьесы Зиновия Сагалова в постановке Сергея Юрского.

### Смерть и похороны
Умерла 18 июня 2025 года на 81-м году жизни в Москве от остановки сердца. Церемония прощания состоялась 20 июня на сцене МХТ им. Чехова. Прах актрисы захоронен 26 июня на Аллее актёров Троекуровского кладбища (участок № 21) в могиле Сергея Юрского.

### Личная жизнь
Первый муж — Лев Абрамович Додин (род. 1944), режиссёр, народный артист РФ (1993).
Второй муж (1970—2019) — Сергей Юрьевич Юрский (1935—2019), советский и российский актёр, режиссёр, народный артист РСФСР (1987).
- Дочь — Дарья Сергеевна Юрская (род. 1973), актриса МХТ им. А. П. Чехова, заслуженная артистка РФ (2010).
  - Внук — Георгий (род. 2002).
  - Внук — Алексей (род. 2009).

## Творчество

### Театр
Ленинградский театр имени Ленинского комсомола
- «Трёхгрошовая опера» — Полли Пичем
- «Дни нашей жизни» — Оль-Оль

БДТ
- 1967 — «Лиса и виноград» Г. Фигейредо; режиссёр Г. А. Товстоногов — Клея
- 1967 — «Два театра» Е. Шанявского; режиссёр Э. Аксер — Лизелотта
- 1967 — «Счастливые дни несчастливого человека» А. Арбузов; режиссёр Ю. Е. Аксёнов — Настя
- 1971 — «Выпьем за Колумба!» Л. Жуховицкого; режиссёры Г. А. Товстоногов и Ю. Е. Аксёнов — Галя
- 1972 — «Ревизор» Н. В. Гоголя; режиссёр Г. А. Товстоногов — Мария Антоновна
- 1974 — «Мольер» М. А. Булгакова; режиссёр С. Ю. Юрский — Арманда Бежар
- 1975 — «Три мешка сорной пшеницы» В. Ф. Тендрякова; режиссёр Г. А. Товстоногов — Вера
- 1976 — «Дачники» М. Горького; режиссёр Г. А. Товстоногов — Юлия Суслова
- 1976 — «Фантазии Фарятьева» Аллы Соколовой; режиссёр С. Ю. Юрский — Александра
- 1976 — «Молодая хозяйка Нискавуори» Х. Вуолийоки; режиссёр Ж. Витикк — Мальвина
- 1978 — «Жестокие игры» А. Н. Арбузова; режиссёр Ю. Е. Аксенов — Маша

Театр имени Моссовета
- 1979 — «Тема с вариациями» С. Алёшина; режиссёр С. Ю. Юрский — Любовь Сергеевна
- 1980 — «Правда — хорошо, а счастье лучше» А. Островского; режиссёр С. Ю. Юрский — Поликсена
- 1983 — «Гедда Габлер» Генрика Ибсена; режиссёр К. М. Гинкас — Гедда Габлер
- 1984 — «Вдовий пароход» И. Грековой; режиссёр Г. Н. Яновская — Панька Зыкова
- 1987 — «Орнифль или Сквозной ветерок» Жана Ануя; режиссёр С. Ю. Юрский — Мадемуазель Сюпо

МХТ им. Чехова
- Раневская («Вишнёвый сад»)
- Мадлена Бежар («Кабала святош»)
- Ирина («Трагики и комедианты»)
- графиня Эрминия («Красивая жизнь»)
- Секлетея Семёновна («Блаженный остров»)
- Ракель («После репетиции»)
- Фёкла Ивановна («Женитьба»),
- Анча («Нули»)
- Тася («Новый американец»)
- Татьяна («Рождественские грёзы»)
- Барабанова («Ретро»)
- Гурмыжская («Лес»)
- Фрэнсис Бил («Дыхание жизни»)

### Телевидение
- 1965 — «Большая кошачья сказка», по К. Чапеку (телеспектакль). Постановка Д. Карасика — Алиса
- 1966 — «Первая любовь», по И. Тургеневу (телеспектакль). Постановка Л. Додина — Зинаида Засекина
- 1966 — «Смуглая леди сонетов», по Б. Шоу (телеспектакль). Постановка А. Белинского — смуглая леди
- 1969 — «Апрель», по А. Афиногенову (телеспектакль). Постановка И. Рассомахина
- 1969 — «Смерть Вазир-Мухтара», по Ю. Тынянову (телеспектакль). Постановка Р. Сироты и В. Рецептера — Ленхен, жена Булгарина
- 1970 — «Срочно требуются седые волосы», по Ю. Нагибину (телеспектакль). Постановка И. Рассомахина — Наташа
- 1971 — «Где тонко, там и рвется», по И. Тургеневу (телеспектакль). — Вера Николаевна
- 1971 — «Фиеста» (реж. Сергей Юрский, Ленинградское телевидение, телеспектакль по роману Э. Хемингуэя в исполнении актёров БДТ им. М. Горького)
- 1975 — «Александр Демьяненко. Страницы несыгранного» (фильм-концерт). Постановка Л. Цуцульковского
- 1975 — «Троил и Крессида», по У. Шекспиру (телеспектакль). Постановка Д. Карасика — Крессида
- 1977 — «Жена», по А. Чехову (телеспектакль). Постановка Ю. Маляцкого — Наталья Гавриловна
- 1978 — «Ограбление в полночь» (телеспектакль), по М. Митровичу (телеспектакль). Постановка А. Белинского — жена, зам.директора — шефа
- 1978 — «Полковник Шабер», по О. Бальзаку (телеспектакль). Постановка И. Сорокина — графиня Ферро
- 1979 — «Бал», по А. Пушкину (телеспектакль). Постановка Д. Луковой —
- 1980 — «Версия», по А. Штейну (телеспектакль). Постановка В. Спесивцева — Люба Менделеева «Прекрасная Дама»
- 1981 — «Дядюшкин сон», по Ф. Достоевскому (телеспектакль). Постановка А. Орлова — Марья Александровна Москалева
- 1983 — «Али-Баба и сорок разбойников» (телеспектакль). Постановка О. Рябоконя — Фатима, жена Касима
- 1985 — «Печка на колесе», по Н. Семеновой (телеспектакль). Постановка Б. Щедрина и А. Покровского — Ефросинья Сидоровна, телятница
- 1986 — «Театр И. С. Тургенева», (телеспектакль). Постановка А. Торстенсена — сценарист
- 1988 — «И свет во тьме светит», по Л. Толстому (телеспектакль). Постановка М. Козакова — Александра Ивановна Коховцева, сестра Марьи Ивановны
- 1988 — «Кабала святош», по М. Булгакову (телеспектакль). Постановка А. Шапиро — Мадлена Бежар
- 1989 — «Вдовий пароход», по И. Грековой (телеспектакль). Постановка Г. Яновской и А. Покровского — Панька Зыкова
- 1990 — «Лебединая песня», по А. Чехову (телеспектакль). Постановка Ю. Борисова — Коробочка
- 1993 — «Игроки-XXI». Постановка С. Юрского — горничная
- 1997 — «Женитьба», по Н. Гоголю (телеспектакль). Постановка Р. Козака — Фёкла Ивановна
- 1998 — «Чехов и Ко», по А. Чехову (телеспектакль). Постановка З. Ройзмана — Даша свояченица Стрижина
- 2002 — «Ретро», по А. Галину (телеспектакль). Постановка А. Мягкова — Диана Владимировна Барабанова
- 2002 — «Рождественские грёзы», по Н. Птушкиной (телеспектакль). Постановка П. Штейна и П. Кротенко —
- 2003 — «Эта пиковая дама», по Л. Улицкой (телеспектакль). Постановка П. Штейна — Анна Фёдоровна
- 2004 — «Лес», по А. Островскому (телеспектакль). Постановка К. Серебренникова — Раиса Павловна Гурмыжская
- 2004 — «Случай с доктором Лекриным», по сценарию С. Юрского (телеспектакль). Постановка Л. Тимофеевой и С. Юрского — доктор Ленникова
- 2009 — «По поводу Лысой певицы…», по Э. Ионеско, сценарий С. Юрского (телеспектакль). Постановка С. Юрского —
- 2010 — «Стулья» по Э. Ионеско (телеспектакль). Постановка С. Юрского

### Фильмография
| Год  |    | Название                       | Роль                                    |
| ---- | -- | ------------------------------ | --------------------------------------- |
| 1966 | ф  | Старшая сестра                 | младшая сестра Лида                     |
| 1967 | ф  | Зелёная карета                 | Варвара Николаевна Асенкова             |
| 1968 | ф  | Наши знакомые                  | Антонина Старосельская                  |
| 1968 | ф  | Гроза над Белой                | Саша Вихрова                            |
| 1984 | ф  | Любовь и голуби                | баба Шура                               |
| 1985 | тф | Следствие ведут ЗнаТоКи. Пожар | Евдокия Матвеевна Стольникова, завбазой |
| 1990 | ф  | Чернов/Chernov                 | жена Чернова Таня (нет в титрах)        |
| 1998 | ф  | Чехов и Ко                     | свояченица Стрижина Даша                |
| 2008 | ф  | Отцы и дети                    | Арина Власьевна, мать Базарова          |
| 2019 | ф  | Француз                        | Мария Кирилловна Обрезкова              |

### Озвучивание
- 1981 — «Али-Баба и сорок разбойников» (музыкальный аудиоспектакль Вениамина Смехова) — Фатима, жена Касима
- 1986 — «Банкет» — жена Василия Петровича

Дубляж
- 1973 — Леди Каролина Лэм — Каролина Лэм (Сара Майлз)
- 2008 — Татарская княжна — Анна Ахматова в 1965 году (Ханна Шигулла)
- 2011 — Джейн Эйр — миссис Фэрфакс (Джуди Денч)

## Признание и награды
Почётные звания:
- Заслуженная артистка РСФСР (1984)
- Народная артистка Российской Федерации (6 июля 1994 года) — за большие заслуги в области театрального искусства[14]

Ордена:
- Орден Дружбы (23 октября 1998 года) — за многолетнюю плодотворную деятельность в области театрального искусства и в связи со 100-летием Московского Художественного академического театра[15]
- Орден «За заслуги перед Отечеством» IV степени (3 апреля 2005 года) — за большой вклад в развитие театрального искусства и многолетнюю творческую деятельность[16]
- Орден Почёта (17 мая 2016 года) — за большие заслуги в развитии отечественной культуры и искусства, средств массовой информации и многолетнюю плодотворную деятельность[17]

Другие награды:
- Премия Золотая маска (1995) за лучшую женскую роль (Лавьей в спектакле «Стулья» Э. Ионеско, театр «Школа современной пьесы»)
- Премия имени Станиславского (2005) за лучшую женскую роль (Гурмыжская в спектакле «Лес» А. Н. Островского, МХТ им. А. П. Чехова)
- Премия зрительских симпатий «Звезда театрала» в номинации «Легенда сцены» (2022)[18]
- Специальная премия «За выдающийся вклад в развитие театрального искусства» Национальной театральной премии «Золотая маска» (2025)[19]